# Casa de Falkenstein

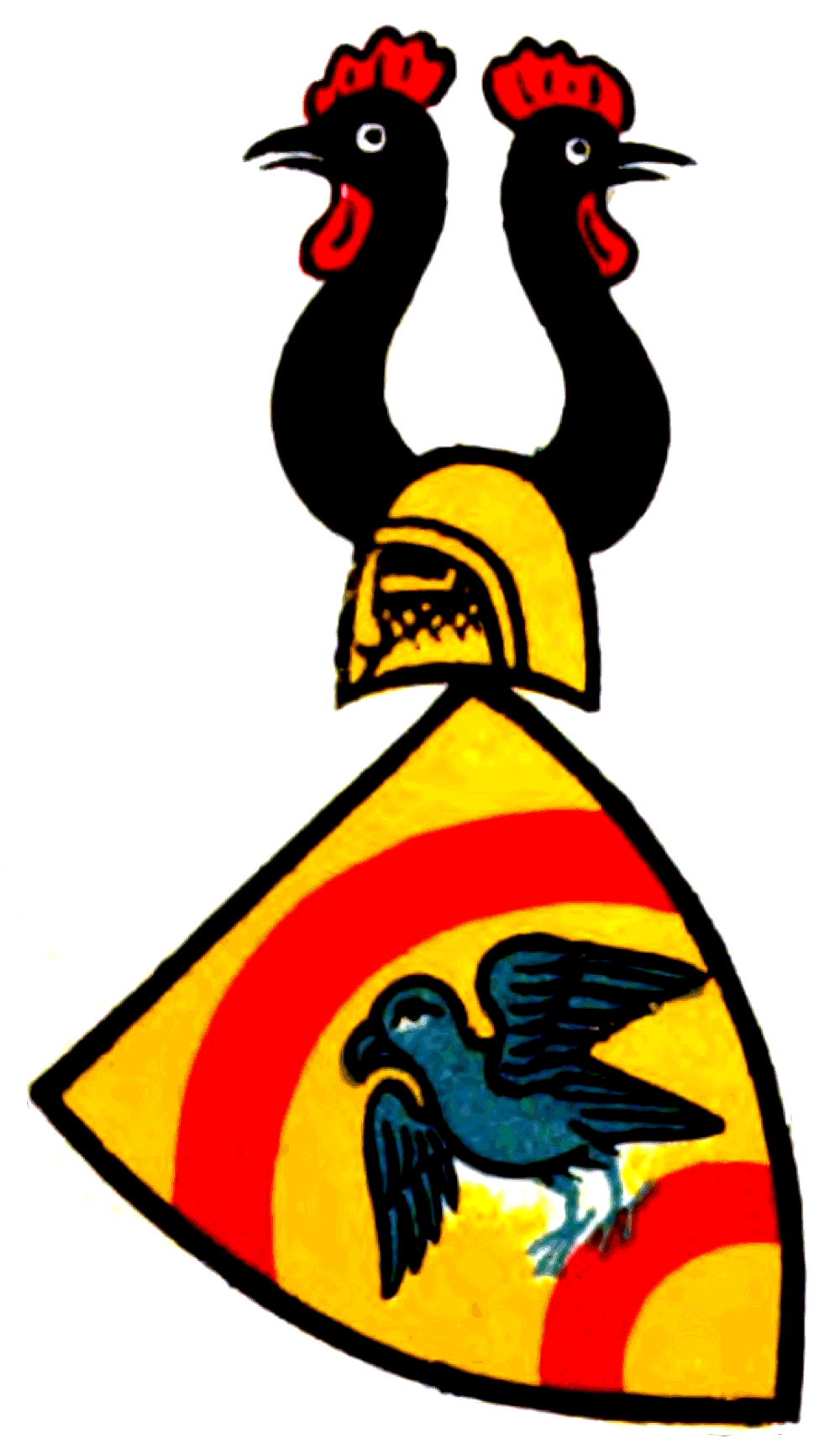
Blazonul casei de Falkenstein

Casa de Falkenstein a fost o importantă familie nobiliară alemanică din Elveția și Baden-Wurttemberg. Casa de Falkenstein este activă și în prezent.